# Cheiridium brasiliense
Cheiridium brasiliense är en spindeldjursart som beskrevs av Volker Mahnert 200. Cheiridium brasiliense ingår i släktet Cheiridium och familjen dvärgklokrypare. Inga underarter finns listade i Catalogue of Life.